# Adenocalymma dusenii
Adenocalymma dusenii là một loài thực vật có hoa trong họ Chùm ớt. Loài này được Kraenzl. mô tả khoa học đầu tiên năm 1921.